# 山添茂
山添 茂（やまぞえ しげる、1955年8月11日 - ）は、日本の実業家。丸紅副会長や、フジテック取締役会議長、日本カザフスタン経済委員会会長などを歴任した。

## 人物・経歴
新潟県西蒲原郡巻町（現新潟市西蒲区）生まれ。1978年一橋大学経済学部卒業。一橋大学体育会卓球部出身。卓球部の3年先輩に河田正也（のちに日清紡ホールディングス代表取締役社長、日本卓球協会会長）が、2年先輩に川嶋文信（のちに三井物産代表取締役副社長）がいた。大学卒業後は丸紅に入社し、電力インフラ建設事業に携わった。
フィリピン駐在などを経て、2005年電力・プラント部門長補佐、海外電力プロジェクト第二部長。2006年からは執行役員電力部門長を務め、Jamaica Public Service Companyの買収を行うなどした。2009年常務執行役員。2010年常務執行役員、社長補佐、機械グループ（輸送機部門、プラント・産業機械部門）管掌役員、投融資委員会副委員長。2010年取締役常務執行役員。2012年取締役専務執行役員。2015年取締役副社長執行役員。
2016年代表取締役副社長、CSO、秘書部担当役員補佐、東アジア総代表、投融資委員会副委員長。2018年空席となっていた取締役副会長に昇格。同年丸紅副会長、フジテック取締役、日本カザフスタン経済委員会会長、日本アゼルバイジャン経済委員会副会長、日本トルクメニスタン経済委員会副会長、日本カザフスタン経済官民合同協議会日本側副議長。この他、経済同友会米州委員会委員長、東京交響楽団評議員、日本ミャンマー協会理事なども務めた。
2019年みずほキャピタルパートナーズ監査役。2020年丸紅パワー&インフラシステムズ会長、ビーウィズ取締役。2022年丸紅パワー&インフラシステムズ非常勤顧問、アインホールディングス取締役。2023年にはオアシス・マネジメントによる臨時株主総会における議案で、総会欠席のままフジテック取締役会議長を解任された。直前には引頭麻実取締役が辞任し、会社提案による海部美知らの取締役選任案も否決された一方、三品和広取締役らの解任議案は否決された。